# Tragus (plante)
Genre
Tragus est un genre de plantes monocotylédones de la famille des Poaceae, sous-famille des Chloridoideae, originaire principalement d'Afrique (une espèce ayant une distribution pantropicale), qui comprend huit espèces acceptées.
L'espèce-type est Tragus racemosus.
Plusieurs espèces (Tragus berteronianus, Tragus racemosus, Tragus roxburghii) sont des mauvaises herbes ayant une importance économique significative.

## Liste d'espèces
Selon World Checklist of Selected Plant Families (WCSP) (27 mars 2017) :
- Tragus andicola M.A.Zapater & Sulekic (2001)
- Tragus australianus S.T.Blake (1941)
- Tragus berteronianus Schult. (1824)
- Tragus heptaneuron Clayton (1972)
- Tragus koelerioides Asch. (1878)
- Tragus mongolorum Ohwi (1941)
- Tragus pedunculatus Pilg. (1910)
- Tragus racemosus (L.) All. (1785)

## Synonymes
Selon The Plant List (27-03-2017) :
- Lappago Schreb. (1789), nom. superfl.,
- Nazia Adans. (1763),
- Echisachys Neck. (1790),
- Echinanthus Cerv. (1870).